# Хыршова
Хыршова (рум. Hârșova, болг. Хърсово) — город в жудеце Констанца в Румынии. Административно городу подчинено село Ваду-Оий (население 423 чел., 2002 г.).
Население города в 2011 г. составляло 9642 человека.
Находится в западной части исторической области Добруджа на правом берегу Дуная.
Расположен в 149 км восточнее Бухареста, 79 км на северо-запад от Констанцы и 81 км на юг от Галаца.
Через город проходит  дорога DN2A часть Европейского маршрута E60.

## История
Происхождение названия не выяснено. По-видимому, в его основе лежит старо-болгарское Хърс (Хриз).
В первом веке н. э. окрестности Хыршова были покорены римлянами. Учитывая удачное стратегическое расположение, на берегу Дуная на высоком холме они построили крепость Карсий (Carsium), разрушенную во время нашествия варваров. После разделения Римской империи в 395 г. Carsium вошёл в состав Восточной Римской империи . В VII веке сюда вторглись в болгары, а 300 лет спустя византийцы вернули и восстановили укрепления на Дунае, среди них и Carsium. В XI веке регионом овладели вновь болгары. В 1410 в составе Добруджа подчинён Османской империи.
Турки в Хыршове построили крепость. В результате, город пережил подъём в своём развитии. После русско-турецкой войны (1828—1829) русские войска разрушили крепость и большую часть города. Хыршова утратил своё значение и после Берлинского конгресса в 1878 году отошёл к Объединённому княжеству Валахии и Молдавии.
После Второй мировой войны, произошло незначительное создание здесь промышленности.
Основными отраслями промышленности ныне являются сельское хозяйство, пищевая промышленность и туризм.

## Достопримечательности
- Термальные источники
- Руины римской укреплённой постройки и османской крепости
- ряд археологических памятников римских, византийских и турецких времён.